# Kirchbach in Steiermark
Kirchbach in Steiermark è una frazione di 1 547 abitanti del comune austriaco di Kirchbach-Zerlach, nel distretto di Südoststeiermark, in Stiria. Già comune autonomo, il 1º gennaio 2015 è stato fuso con l'altro comune soppresso di Zerlach per costituire il nuovo comune, del quale Kirchbach in Steiermark è il capoluogo.